# Adnan Terzić
Adnan Terzic (Zagreb, Croacia, 5 de abril de 1960) fue presidente del Consejo de Ministros de Bosnia-Herzegovina entre 2002 y 2007 y es miembro del Partido de la Acción Democrática.
En 1986, Terzić se graduó del departamento de ingeniería de la Universidad de Sarajevo. Entre 1986 y 1990 era consejero en el gobierno municipal en Travnik. Entre 1992 y 1995 se desempeñó en el ejército de Bosnia-Herzegovina.

Después de la guerra, fue presidente del consejo municipal en Travnik.
Está casado y tiene un hijo.
| Predecesor: Dragan Mikerevic | Presidente del Consejo de Ministros de Bosnia-Herzegovina 2002 - 2007 | Sucesor: Nikola Spiric |

- Datos: Q359826
- Multimedia: Adnan Terzić / Q359826